# 哈亨庫拉尼山
14°27′46″S 69°22′14″W / 14.46278°S 69.37056°W
哈亨庫拉尼山（Qaqinkurani），是秘魯的山峰，位於該國東南部普諾大區，由桑迪亞省的基亞卡區負責管轄，屬於安地斯山脈的一部分，海拔高度4,200米。